# Wilhelm Cornelius (Ingenieur)
Wilhelm Cornelius (* 7. Januar 1915 in Neunkirchen (Saar); † 2. Juni 1996 in Darmstadt) war ein deutscher Bauingenieur und Erfinder der Orthotropen Platte.

## Leben und Wirken
Cornelius verbrachte seine Schulzeit in Wilhelmshaven. Es folgte von 1935 bis 1941 ein Studium des Bauingenieurwesens an der Technischen Hochschule Darmstadt. Anschließend arbeitete er als Wissenschaftlicher Assistent bei Kurt Klöppel. 1944 verfasste er seine Dissertation „Der elastisch gebettete Druckstab als Spannungsproblem“. Anlass zu diesem Dissertationsthema war der Einsturz der Rheinbrücke Frankenthal, bei dem 30 Bauarbeiter starben. Im Jahr 1945 begann Cornelius seine Tätigkeit als Entwurfsingenieur in der Brückenbau-Abteilung im MAN Werk Gustavsburg. Er entwickelte die Theorie der orthogonal-anisotropen Platte zu einem praktisch anwendbaren Berechnungsverfahren für stählerne Fahrbahnen im Stahlbrückenbau. Außerdem war er am Wiederaufbau u. a. der Mülheimer Brücke und der Kurpfalzbrücke in Mannheim beteiligt. Ab 1953 arbeitete Cornelius als selbstständiger Beratender Ingenieur in Darmstadt. Ein Beispiel seiner Leistungen in dieser Zeit war die Konstruktion des US-amerikanischen Pavillons für die Weltausstellung 1958 in Brüssel. Für seine außergewöhnlichen Ingenieurleistungen erhielt er den VDI-Ehrenring. Aufforderungen, sich um einen Lehrstuhl an einer Technischen Hochschule zu bewerben, lehnte er ab. Er gehörte dem Verein Deutscher Ingenieure (VDI) an.

## Ehrungen
- 1950: Träger des VDI-Ehrenrings
- 1973: Ehrenbursch des Corps Franconia Darmstadt